# Bollnäs kommun
61°21′N 16°24′Ø / 61.350°N 16.400°Ø
Bollnäs kommune ligger i landskapet Hälsingland i det svenske län Gävleborgs län. Kommunens administrationscenter ligger i byen Bollnäs, der ligger midt i kommunen ved nordenden af søen Varpen. Søen og kommunen gennemløbes af floden Ljusnan.

## Byer
Bollnäs kommune hadde otte byer.
Indbyggere pr. 31. december 2005.
| #  | By        | Indbyggere |
| -- | --------- | ---------- |
| 1. | Bollnäs   | 12.455     |
| 2. | Arbrå     | 2.262      |
| 3. | Kilafors  | 1.124      |
| 4. | Lottefors | 391        |
| 5. | Sibo      | 351        |
| 6. | Segersta  | 329        |
| 7. | Vallsta   | 280        |
| 8. | Rengsjö   | 272        |

## Eksterne kilder og henvisninger
- Wikimedia Commons har flere filer relateret til Bollnäs kommun
- ”Kommunarealer den 1. januar 2012” (Excel). Statistiska centralbyrån.
- ”Folkmängd i riket, län och kommuner 30 juni 2012”. Statistiska centralbyrån.